# Яремчук, Назарий Назарович (младший)
Наза́рий Наза́риевич Яремчу́к (младший) (укр. Назарій Назарович Яремчук (молодший); 23 марта 1977, с. Пилипец, Межгорский район, Закарпатская область, УССР, СССР) — украинский певец (тенор), композитор, Народный артист Украины (2017), заслуженный артист Украины (2004). Сын народного артиста УССР Назария Яремчука (1951—1995).

## Биография
Назарий Яремчук (младший) родился 23 марта 1977 года в селе Пилипец, Межгорского района, Закарпатской области, УССР в семье музыкантов. Отец, народный артист УССР Назарий Яремчук, мать Елена Шевченко, певица, солистка ВИА «Смеричка».
В 1992 году, после окончания общеобразовательной школы поступил в Черновицкое государственное музыкальное училище имени Сидора Воробкевича на отделение теории музыки, которое окончил в 1996 году.
С 2000 по 2001 гг. — учёба в НМАУ имени П. И. Чайковского по специальности композиция.
С 2001 по 2004 гг. — учёба в аспирантуре НМАУ имени П. И. Чайковского.
В 2002 году вместе со своим братом заслуженным артистом Украины Дмитрием Яремчуком стал основателем Песенного фестиваля «Родина» Архивная копия от 17 июля 2015 на Wayback Machine имени Назария Яремчука, посвящённого творчеству и памяти своего отца народного артиста Украины Назария Яремчука.
Участвовал во многих всеукраинских и международных турне песенного фестиваля «Родина» Архивная копия от 12 января 2016 на Wayback Machine, международного фестиваля «Славянский базар», участвовал в праздничных программах «Дни культуры Украины в Узбекистане» (1997 г.), благотворительных турах фонда «Надежды и Добра», международном туре «Моя Україна — велика родина» (2015 г.).
Начиная с середины 1996 года вместе со своим братом Дмитрием Яремчуком Назарий Яремчук (младший) начал активную творческую и гастрольную деятельность, как композитор и эстрадный певец. Автор песен на стихи поэтов: В. Герасименко, О. Ткач, А. Матвийчук, Е. Рыбчинский, В. Матвиенко, свои стихи. Исполняет собственные и популярные украинские эстрадные песни: «Наша доля», «Ти моя Україно», «Вишиванка», «Родина», «Хай буде щастя і любов», «Мама», «Червона рута», «Я подарую світу», «Осінь», «Водограй», «Я так люблю, Україно, тебе», «Стожари», «Гай, зелений гай», «Моя Україна-родина», «Всі слова», «Чуєш, мамо» и др.
С концертами побывал в странах: США (2008, 2012, 2015 гг.), Италия (2009, 2015 гг.), Россия (2002 г.), Израиль, Португалия, Испания, Франция,Чешская республика (2015 г.), Великобритания (2015 г.).

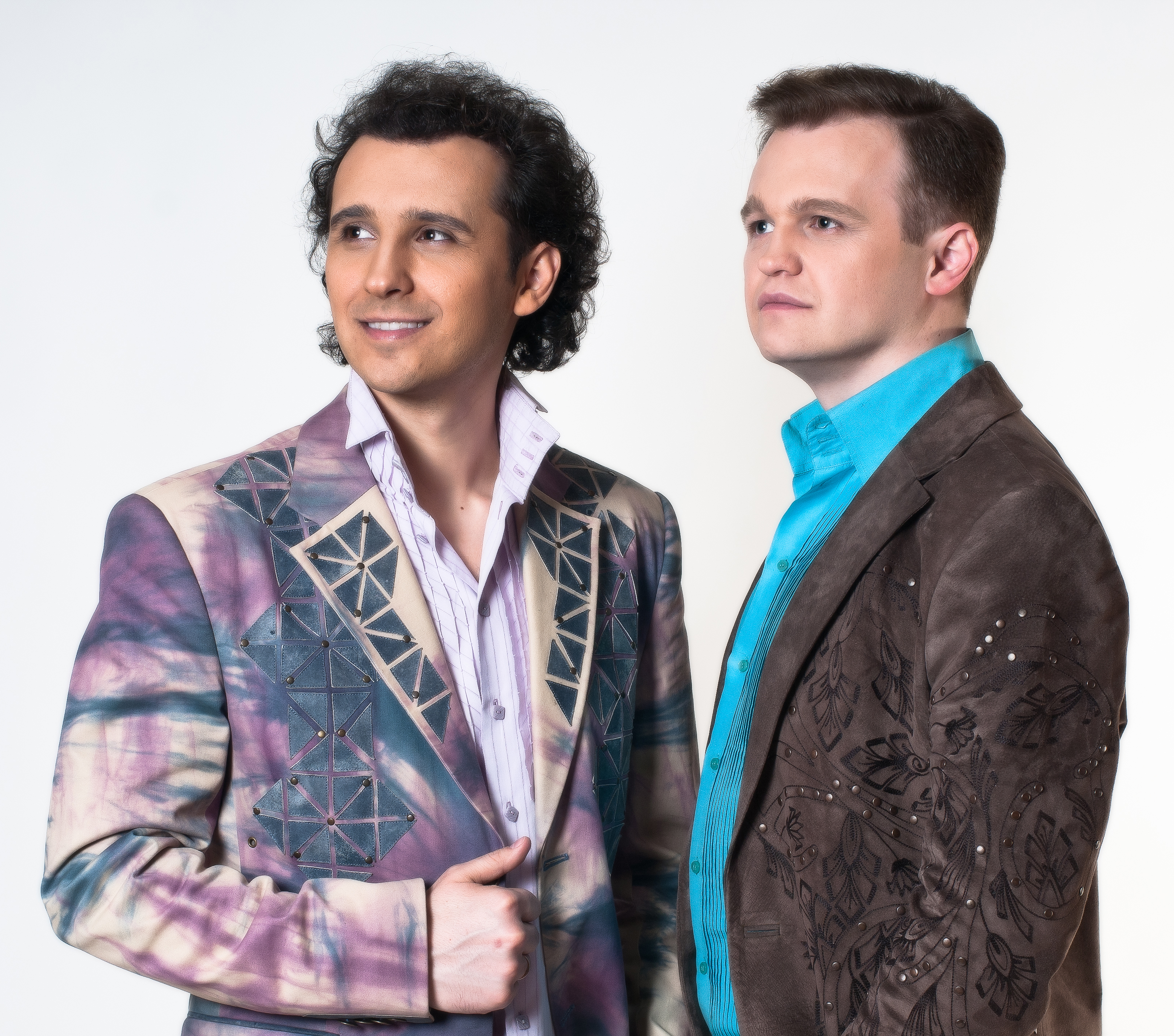
Яремчуки, Дмитрий и Назарий

## Дискография
- «Родина» — 2004 г., (переиздание) — 2010 г.
- «Наша доля» — 2005 г., (переиздание) — 2010 г.
- «Кращі пісні» — 2010 г.
- «Я подарую світу Архивная копия от 11 января 2016 на Wayback Machine» — 2011 г.

## Награды
Лауреат Х, XI, XIII Всеукраинских фестивалей-конкурсов современной эстрадной песни «Песенный вернисаж» 1996, 1997, 1999 гг.
Награждён дипломами Лауреата телерадиопроекта «Шлягер года» 1998, 1999, 2000, 2001 гг.
Указом президента Л. Д. Кучмы присвоено почётное звание «Заслуженный артист Украины» 2004 г.
В 2013 году награждён дипломом Всеукраинской программы «Национальные лидеры Украини».
Указом президента П. А. Порошенко присвоено почётное звание «Народный артист Украины» 2017 г.